# Gama Normídeos
Gama Normídeos são uma chuva de meteoros cujo radiante está localizado na constelação de Norma.

## Observação
O fenômeno ocorre todos os anos entre os dias 25 de fevereiro e 22 de março e atinge a atividade máxima tipicamente em 13 de março, altura em que podem ser observados até 10 meteoros por hora